# Courbe de refroidissement

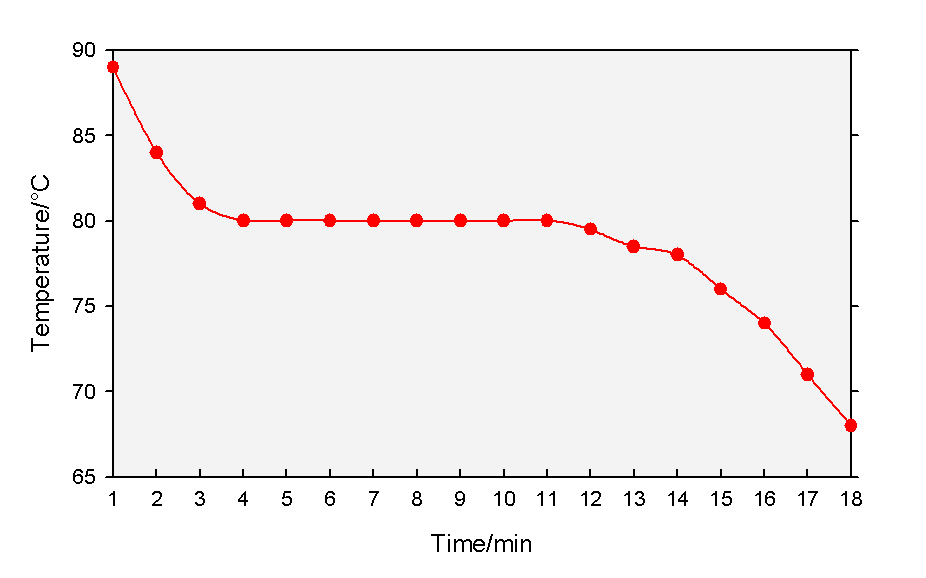
Courbe de refroidissement du naphtalène de l'état liquide à l'état solide.

Une courbe de refroidissement est une courbe qui représente le changement de l'état de la matière, généralement d'un gaz à un solide ou d'un liquide à un solide. La variable indépendante (axe des abscisses) est le temps et la variable dépendante (axe des ordonnées) est la température[réf. incomplète].
Le point initial de la courbe est la température de départ de la matière. Lorsqu'un changement de phase se produit, la température reste constante. Le taux de refroidissement est la pente de la courbe de refroidissement en tout point.
Les courbes de refroidissent sont utilisées entre autres pour déterminer le point de fusion des cires de pétrole,.